# Richard Gonda

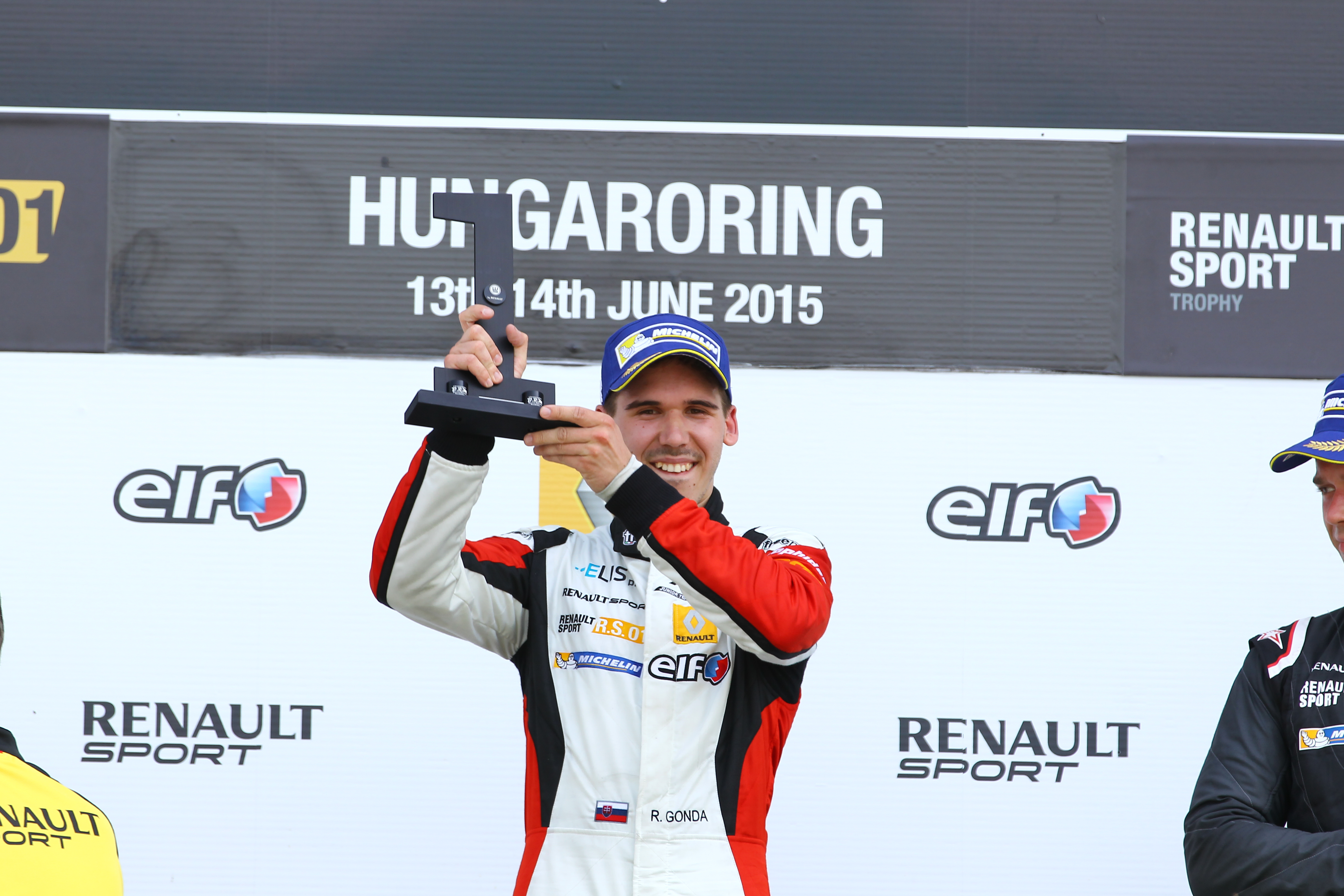
Richard Gonda in 2015

Richard Gonda (Banská Bystrica, 14 maart 1994) is een autocoureur uit Slowakije.

## Carrière

### Karting
Gonda begon in het karting in 2003 en reed voornamelijk in zijn thuisland. Hij behaalde hier zeven nationale titels.

### CEZ Championship E2-2000 and Formule Renault
In 2010 stapte Gonda over naar de eenzitters in het Central European Zone Championship E2-2000-kampioenschap. Hij eindigde als zesde met 37 punten. Hij nam ook deel aan drie ronden van de Formule Renault 2.0 NEC FR-2000-klasse voor het team Sophidea en in de Eurocup Formule Renault 2.0 op Silversone voor het team Krenek Motorsport.
Gonda reed in 2011 opnieuw in de Eurocup Formule Renault 2.0 voor Krenek Motorsport. Hij finishte slechts één race niet, maar behaalde geen punten. Hij nam ook deel aan drie ronden van de Formule Renault 2.0 NEC. In 2012 bleef hij rijden in dit kampioenschap, maar na drie ronden stapte hij uit het kampioenschap. In die tijd had hij vijftien punten verzameld.

### Formule 2
In 2012 stapte Gonda over naar de Formule 2. In zijn eerste race op de Hungaroring wist hij meteen al achtste te worden en vier punten te pakken. Het bleef echter bij deze races en hij werd uiteindelijk zestiende in de eindstand.

### Europese F3 Open
In 2013 maakte Gonda de overstap naar de Europese F3 Open en kwam voor het team Drivex School uit in het hoofdkampioenschap en de Open-klasse. In de hoofdklasse was een zevende plaats op het Autodromo Nazionale Monza het beste resultaat en werd hiermee achttiende in het kampioenschap met 10 punten. In de Open-klasse won hij daarentegen zeven races en werd met 100 punten overtuigend kampioen.

### Auto GP
In 2014 stapte Gonda over naar de Auto GP en kwam hierin uit voor het team Virtuosi UK. Na twee raceweekenden, waarin zijn beste resultaat een elfde plaats was tijdens de eerste race op het Stratencircuit Marrakesh, verliet hij het team weer.

### Renault Sport Trophy
In 2015 maakte Gonda de overstap naar de sportwagens en debuteerde hij in de Renault Sport Trophy voor het ART Junior Team, waarin hij een auto deelde met Andrea Pizzitola. In de Prestige-klasse won Gonda races op Spa-Francorchamps, de Hungaroring en het Circuit Bugatti en werd achter Dario Capitanio tweede met 123 punten. In de Endurance-klasse won hij samen met Pizzitola de laatste twee races van het seizoen op het Circuit Bugatti en het Circuito Permanente de Jerez en werden zij achter Capitanio en David Fumanelli tweede in de eindstand met 95 punten.

### GP3
In 2016 keert Gonda terug naar het formuleracing, waarbij hij zijn debuut maakt in de GP3 Series voor het team Jenzer Motorsport.